# Olympische Sommerspiele 1912/Leichtathletik – 1500 m (Männer)
Der 1500-Meter-Lauf der Männer bei den Olympischen Spielen 1912 in Stockholm wurde am 9. und 10. Juli 1912 im Stockholmer Olympiastadion ausgetragen. 45 Athleten nahmen daran teil.
Olympiasieger wurde der Brite Arnold Jackson vor dem US-amerikanischen Weltrekordinhaber Abel Kiviat und dessen Landsmann Norman Taber.
Der Deutsche Erwin von Sigel erreichte das Finale und wurde Vierzehnter. Die anderen Deutschen, Georg Mickler und Georg Amberger schieden in ihren Vorläufen aus.
Österreichische und Schweizer Athleten nahmen nicht teil.

## Rekorde

### Bestehende Rekorde
| Weltrekord         | 3:55,8 min                                    | Abel Kiviat ( USA)    | Cambridge (Massachusetts), USA | 8. Juni 1912  |
| Olympischer Rekord | 4:03,4 min Laufbahn mit einer Länge von 536 m | Norman Hallows ( GBR) | Vorlauf OS London 1908, GBR    | 13. Juli 1908 |
| Olympischer Rekord | 4:03,4 min Laufbahn mit einer Länge von 536 m | Mel Sheppard ( USA)   | Finale OS London 1908, GBR     | 14. Juli 1908 |

### Rekordverbesserung
Der britische Olympiasieger Arnold Jackson verbesserte den bestehenden olympischen Rekord im  Finale am 10. Juli um 6,6 Sekunden auf 3:56,8 min. Es war das erste Rennen der olympischen Geschichte mit Zeiten unter vier Minuten. Die ersten fünf Athleten des Finales unterboten diese Marke.

## Durchführung des Wettbewerbs
Am 9. Juli wurden insgesamt sieben Vorläufe durchgeführt. Die auf den ersten beiden Plätzen eingelaufenen Athleten – hellblau unterlegt – qualifizierten sich für das Finale, das am folgenden Tag stattfand.

## Vorlauf
Datum: 9. Juli 1912

Für die nächste Runde qualifizierten sich die jeweils ersten beiden Läufer – hellblau unterlegt. Die Zeiten der einzelnen Starter sind nicht vollständig überliefert.

### Vorlauf 1
| Platz | Name          | Nation             | Zeit       | Anmerkung |
| ----- | ------------- | ------------------ | ---------- | --------- |
| 1     | Mel Sheppard  | Vereinigte Staaten | 4:27,6 min |           |
| 2     | Louis Madeira | Vereinigte Staaten | 4:27,9 min |           |
| 3     | Albert Hare   | Großbritannien     | 4:39,4 min |           |

### Vorlauf 2
| Platz | Name              | Nation             | Zeit       | Anmerkung |
| ----- | ----------------- | ------------------ | ---------- | --------- |
| 1     | Norman Taber      | Vereinigte Staaten | 4:25,5 min |           |
| 2     | Philip Noel-Baker | Großbritannien     | 4:26,0 min |           |
| 3     | Georg Amberger    | Deutsches Reich    | 4:27,0 min |           |
| 4     | Teofil Savniky    | Ungarn             | k. A.      |           |
| 5     | Rūdolfs Vītols    | Russland           | k. A.      |           |
| DNF   | Dmitri Nasarow    | Russland           |            |           |

### Vorlauf 3
| Platz | Name             | Nation             | Zeit       | Anmerkung |
| ----- | ---------------- | ------------------ | ---------- | --------- |
| 1     | Abel Kiviat      | Vereinigte Staaten | 4:04,4 min |           |
| 2     | Henri Arnaud     | Frankreich         | 4:05,4 min |           |
| 3     | Norman Patterson | Vereinigte Staaten | 4:05,5 min |           |
| 4     | John Tait        | Kanada             | k. A.      |           |
| 5     | Ferenc Forgács   | Ungarn             | k. A.      |           |
| 6     | François Delloye | Belgien            | k. A.      |           |
| 7     | Jacob Pedersen   | Norwegen           | k. A.      |           |
| DNF   | Edward Owen      | Großbritannien     |            |           |

### Vorlauf 4
| Platz | Name               | Nation                | Zeit       | Anmerkung |
| ----- | ------------------ | --------------------- | ---------- | --------- |
| 1     | Arnold Jackson     | Großbritannien        | 4:10,8 min |           |
| 2     | John Paul Jones    | Vereinigte Staaten    | 4:12,4 min |           |
| 3     | John Victor        | Südafrikanische Union | 4:12,7 min |           |
| 4     | Lewis Anderson     | Vereinigte Staaten    | k. A.      |           |
| 5     | Oscar Larsen       | Norwegen              | k. A.      |           |
| 6     | Arnolds Indriksons | Russland              | k. A.      |           |
| 7     | Alfrēds Ruks       | Russland              | k. A.      |           |
| DNF   | Matias de Carvalho | Portugal              |            |           |

### Vorlauf 5
| Platz | Name                | Nation             | Zeit       | Anmerkung |
| ----- | ------------------- | ------------------ | ---------- | --------- |
| 1     | John Zander         | Schweden           | 4:05,5 min |           |
| 2     | Evert Björn         | Schweden           | 4:07,2 min |           |
| 3     | Herbert Putnam      | Vereinigte Staaten | 4:07,6 min |           |
| 4     | Richard Yorke       | Großbritannien     | k. A.      |           |
| 5     | Georg Mickler       | Deutsches Reich    | k. A.      |           |
| 6     | Alexander Jelisarow | Russland           | k. A.      |           |
| 7     | Nikolai Charkow     | Russland           | k. A.      |           |
| DNF   | Charles Ruffell     | Großbritannien     |            |           |

### Vorlauf 6

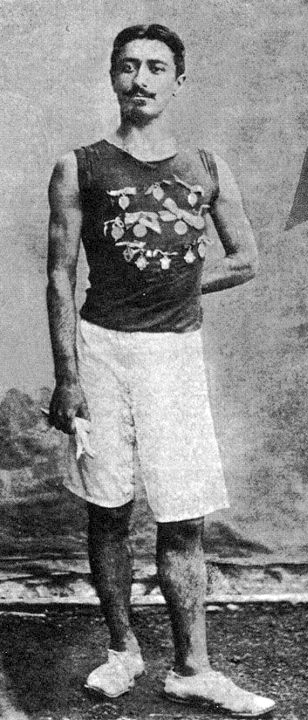
Der erste türkische Olympiateilnehmer Vahram Papazyan erreichte im siebten Vorlauf nicht das Ziel

| Platz | Name              | Nation             | Zeit       | Anmerkung |
| ----- | ----------------- | ------------------ | ---------- | --------- |
| 1     | Erwin von Sigel   | Deutsches Reich    | 4:09,3 min |           |
| 2     | Oscar Hedlund     | Vereinigte Staaten | 4:10,8 min |           |
| 3     | William Moore     | Großbritannien     | 4:11,2 min |           |
| 4     | Nils Frykberg     | Schweden           | 4:11,2 min |           |
| 5     | Frederick Hulford | Großbritannien     | k. A.      |           |
| 6     | Andrejs Krūkliņš  | Russland           | k. A.      |           |
| DNF   | Guido Calvi       | Italien            |            |           |

### Vorlauf 7
| Platz | Name            | Nation             | Zeit       | Anmerkung |
| ----- | --------------- | ------------------ | ---------- | --------- |
| 1     | Ernst Wide      | Schweden           | 4:06,0 min |           |
| 2     | Walter McClure  | Vereinigte Staaten | 4:07,3 min |           |
| 3     | Joe Cottrill    | Großbritannien     | k. A.      |           |
| 4     | Efraim Harju    | Finnland           | k. A.      |           |
| 5     | Jewgeni Petrow  | Russland           | k. A.      |           |
| DNF   | Vahram Papazyan | Osmanisches Reich  |            |           |

## Finale
Datum: 10. Juli 1912
| Platz | Name              | Nation             | Zeit       | Anmerkung |
| ----- | ----------------- | ------------------ | ---------- | --------- |
| 1     | Arnold Jackson    | Großbritannien     | 3:56,8 min | OR        |
| 2     | Abel Kiviat       | Vereinigte Staaten | 3:56,9 min |           |
| 3     | Norman Taber      | Vereinigte Staaten | 3:56,9 min |           |
| 4     | John Paul Jones   | Vereinigte Staaten | 3:57,2 min |           |
| 5     | Ernst Wide        | Schweden           | 3:57,6 min |           |
| 6     | Philip Noel-Baker | Großbritannien     | 4:01,0 min |           |
| 7     | John Zander       | Schweden           | 4:02,0 min |           |
| 8     | Henri Arnaud      | Frankreich         | 4:02,2 min |           |
| k. A. | Walter McClure    | Vereinigte Staaten | k. A.      |           |
| k. A. | Evert Björn       | Schweden           | k. A.      |           |
| k. A. | Oscar Hedlund     | Vereinigte Staaten | k. A.      |           |
| k. A. | Louis Madeira     | Vereinigte Staaten | k. A.      |           |
| k. A. | Mel Sheppard      | Vereinigte Staaten | k. A.      |           |
| k. A. | Erwin von Sigel   | Deutsches Reich    | k. A.      |           |

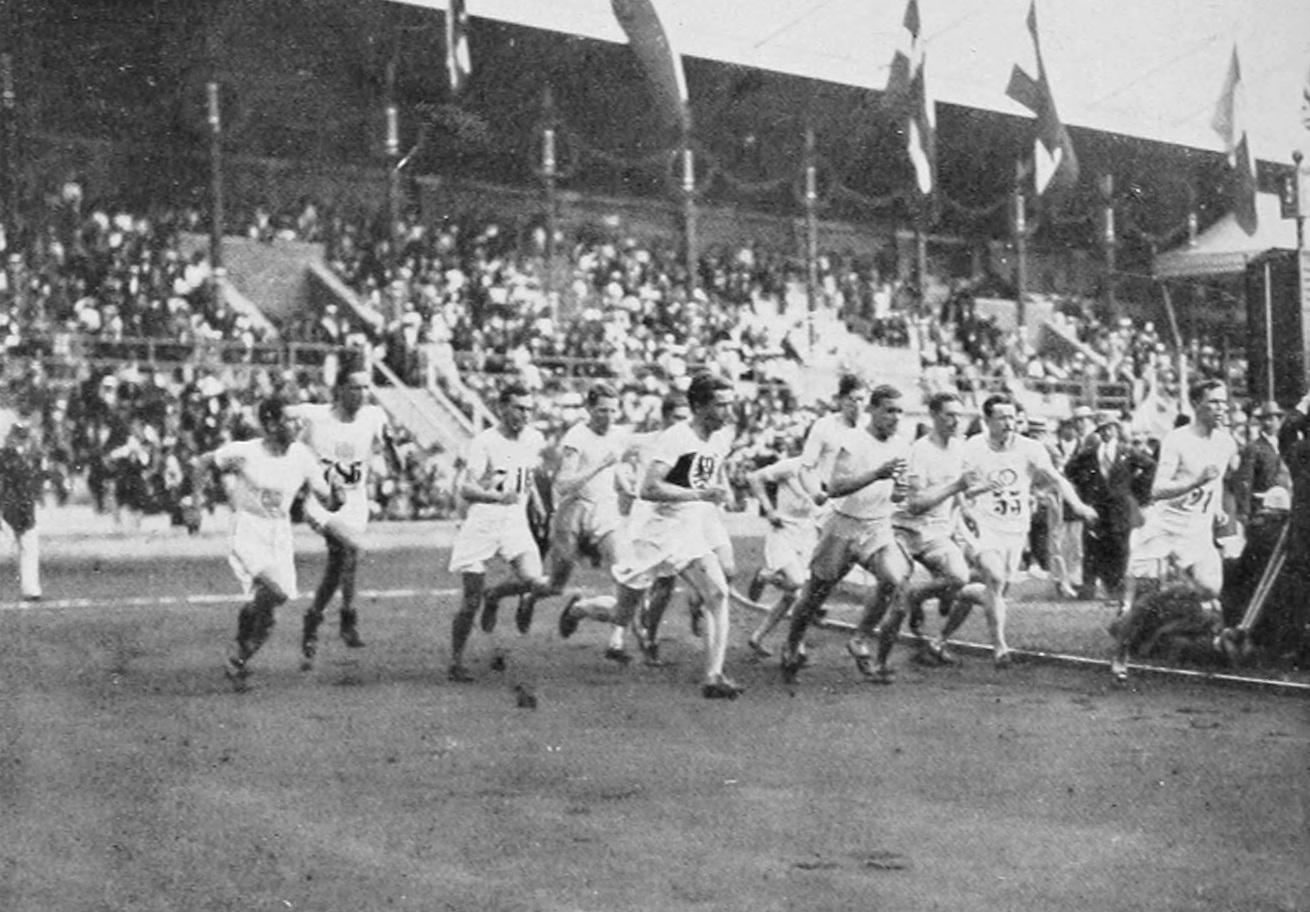
Kurz nach dem Start des Finales

Im Finale übernahm zunächst der US-amerikanische Olympiasieger von 1908 Mel Sheppard die Spitze. Zwischenzeitlich ging der Franzose Henri Arnaud nach vorne. Zu Beginn der letzten Runde forcierte der US-Amerikaner Abel Kiviat, seine Landsleute Norman Taber, John Paul Jones, der Brite Arnold Jackson und zunächst auch Sheppard, der dann aber zurückfiel, konnten folgen. Dramatisch wurde es auf den letzten fünfzig Metern. Die drei US-Amerikaner lagen vorn, ließen dann eine Lücke, in die Jackson stieß, der zum Schluss mit Taber um den Sieg kämpfte. Erst mittels der Zielfotografie konnte anschließend darüber entschieden werden, wer von beiden gewonnen hatte. Diese Technik wurde in diesem Rennen erstmals bei Olympischen Spielen zur Ermittlung des Siegers angewendet.
Arnold Jackson verbesserte mit 3:56,8 min den bis dahin bestehenden olympischen Rekord um 6,6 Sekunden. Die Läufer bis einschließlich Platz acht unterboten den bisherigen Olympiarekord.
Zu diesem Rennen gibt es in den verschiedenen Quellen ab Platz sechs voneinander abweichende Ergebnisse, die z. T. völlig anders aussehen als hier dargestellt. Was tatsächlich stimmt, ist kaum mehr nachvollziehbar. Da es nach der hier gewählten Variante auch Zeitangaben gibt, könnte sie diejenige mit der höchsten Wahrscheinlichkeit auf einigermaßene Korrektheit sein.

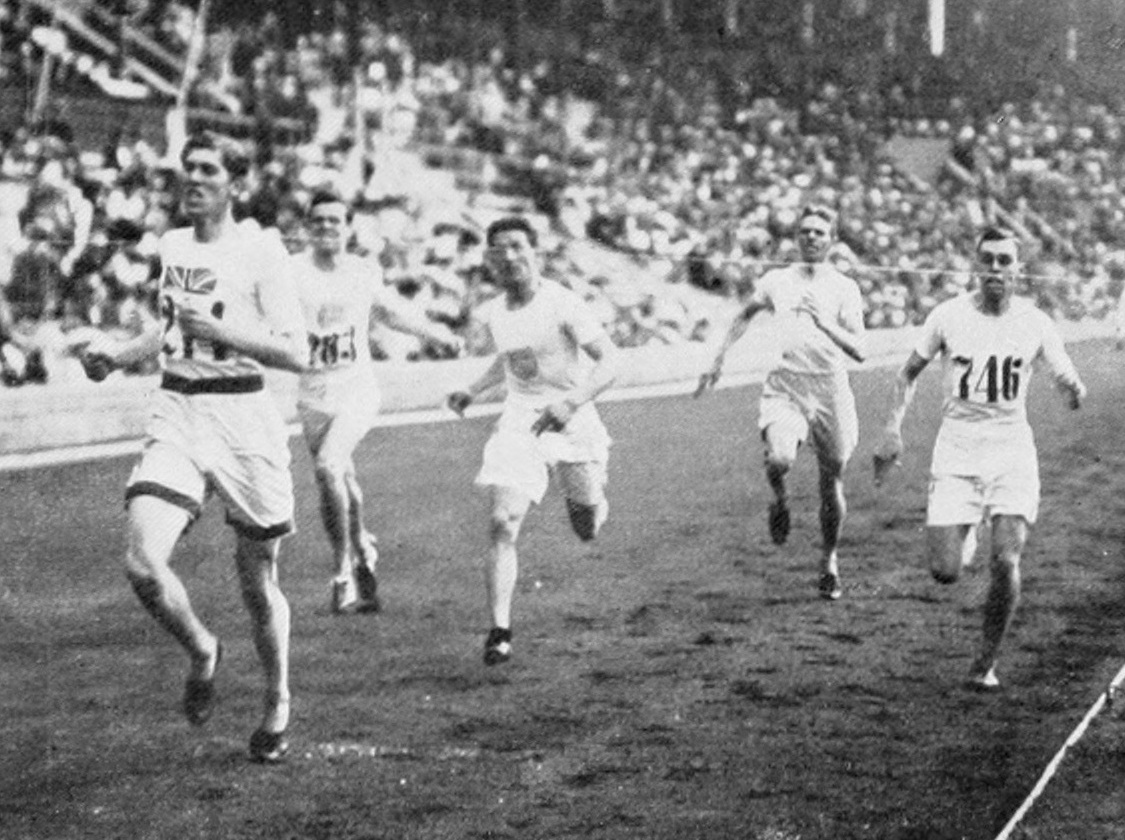
Zieleinlauf mit dem Sieger Jackson
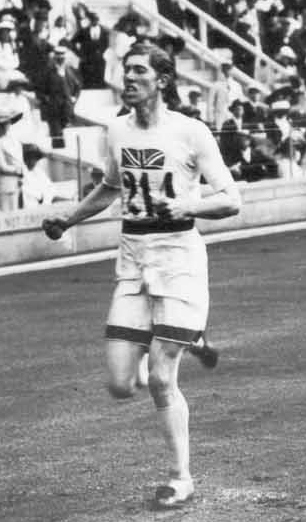
Olympiasieger Arnold Jackson
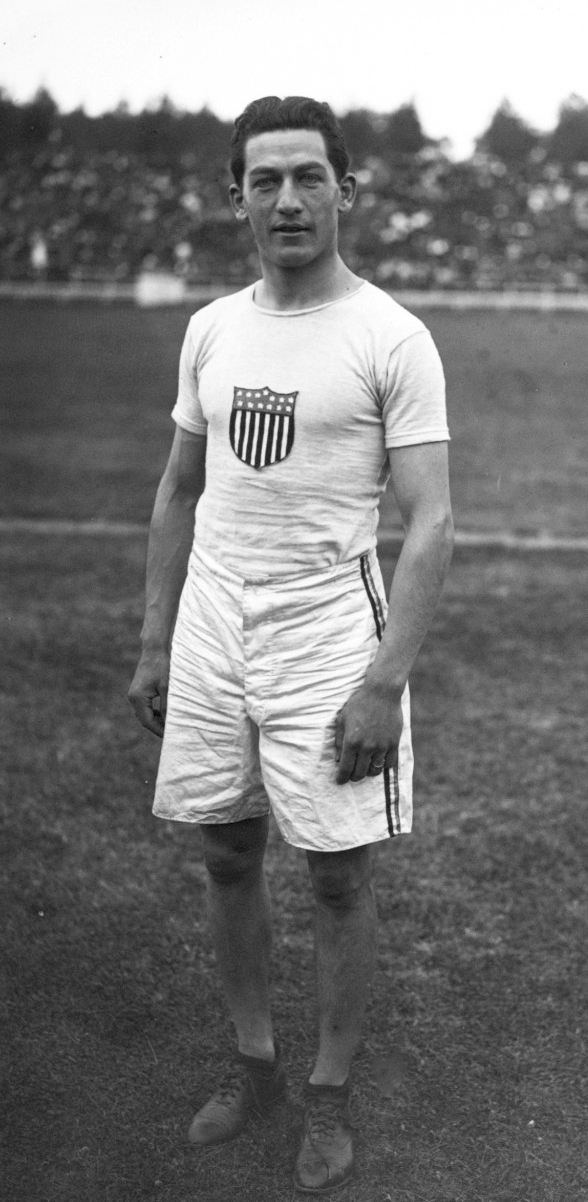
Silbermedaillengewinner Abel PlatzKiviat
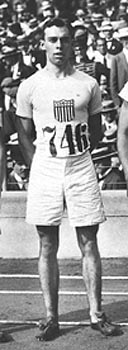
Norman Taber, Gewinner der Bronzemedaille
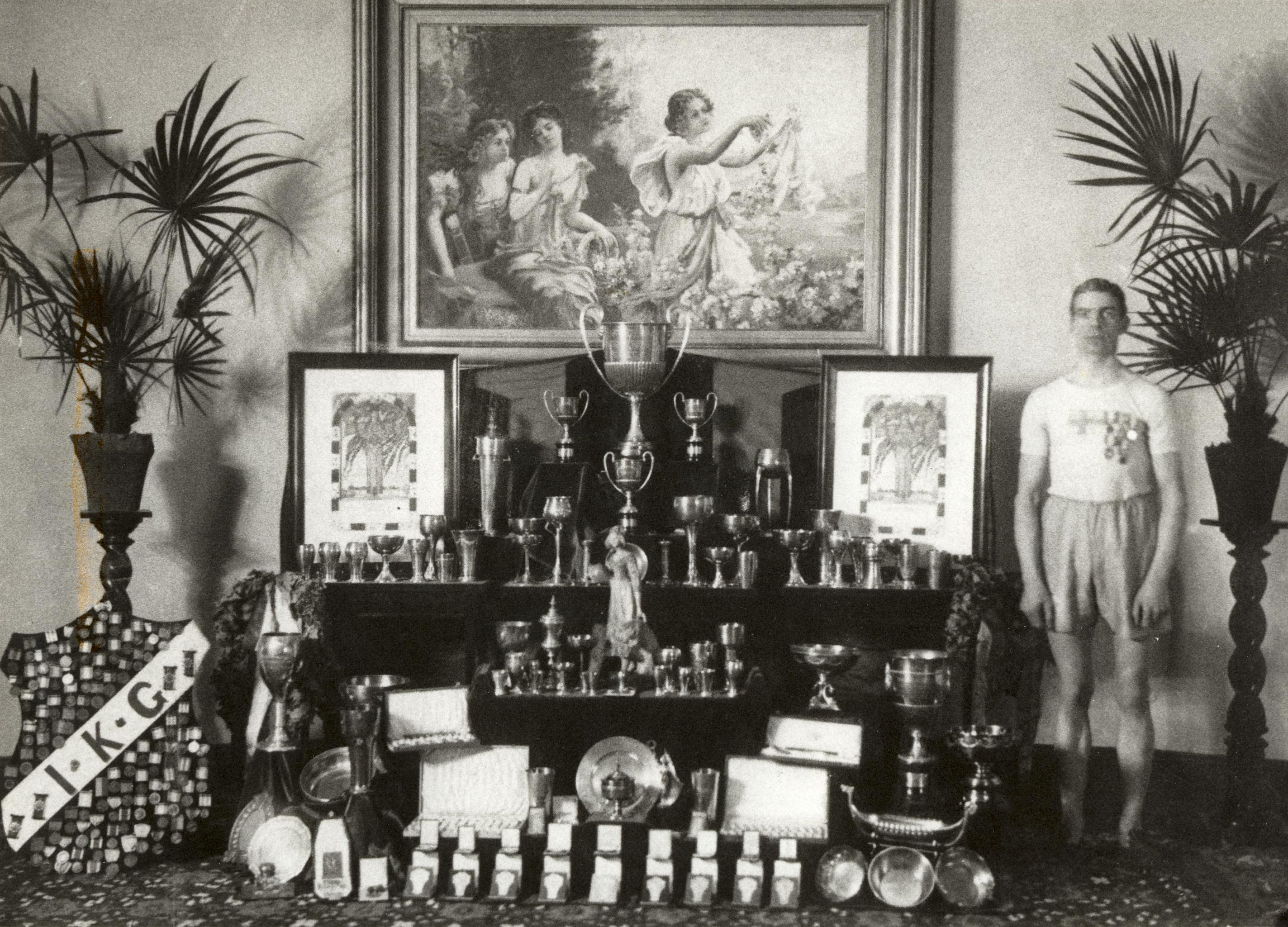
Ernst Wide – hier mit seiner Pokalsammlung in den 1910er Jahren – erreichte Platz fünf
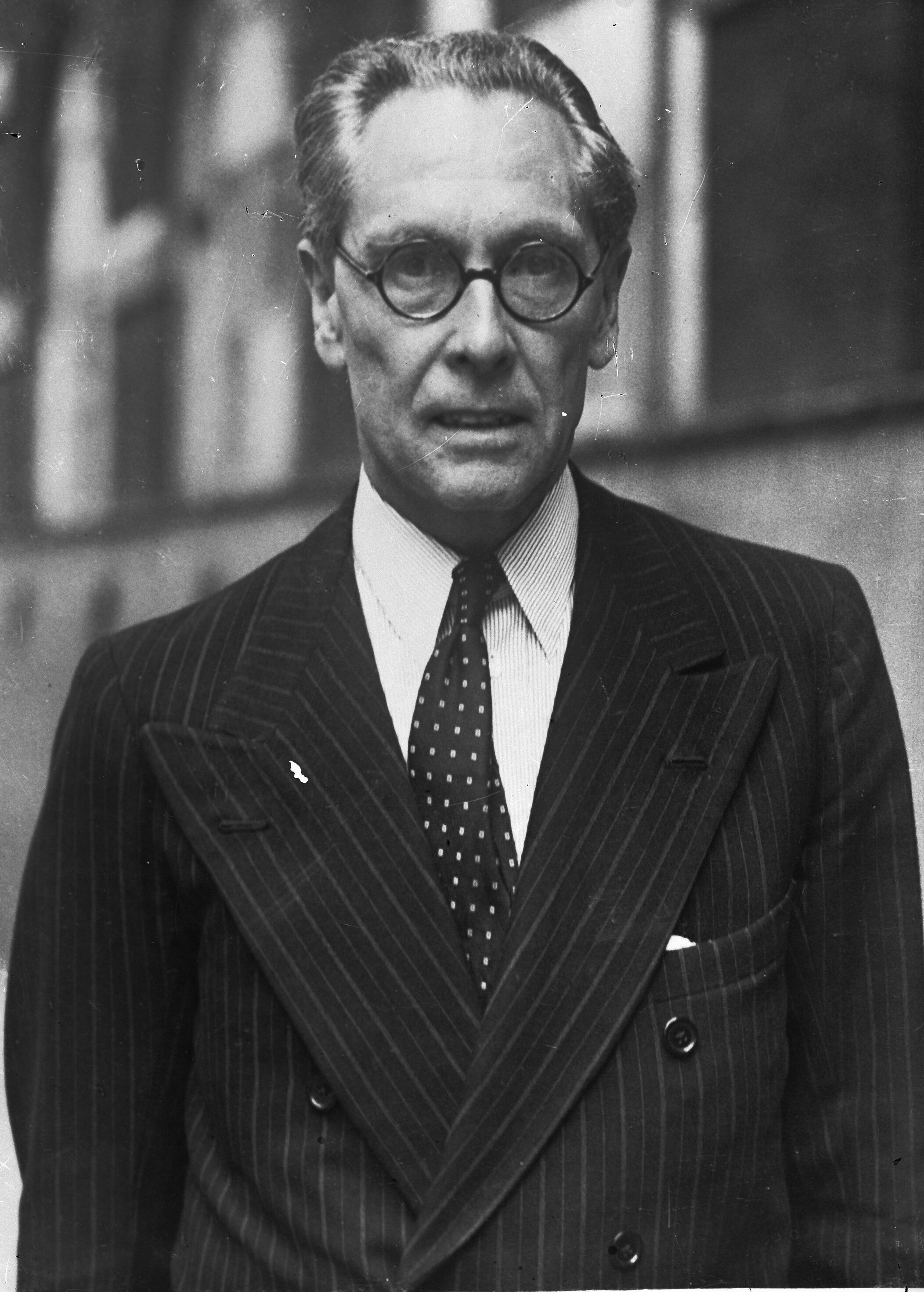
Philip Noel-Baker – hier in den 1940er Jahren als britischer Staatsminister – belegte Rang sechs
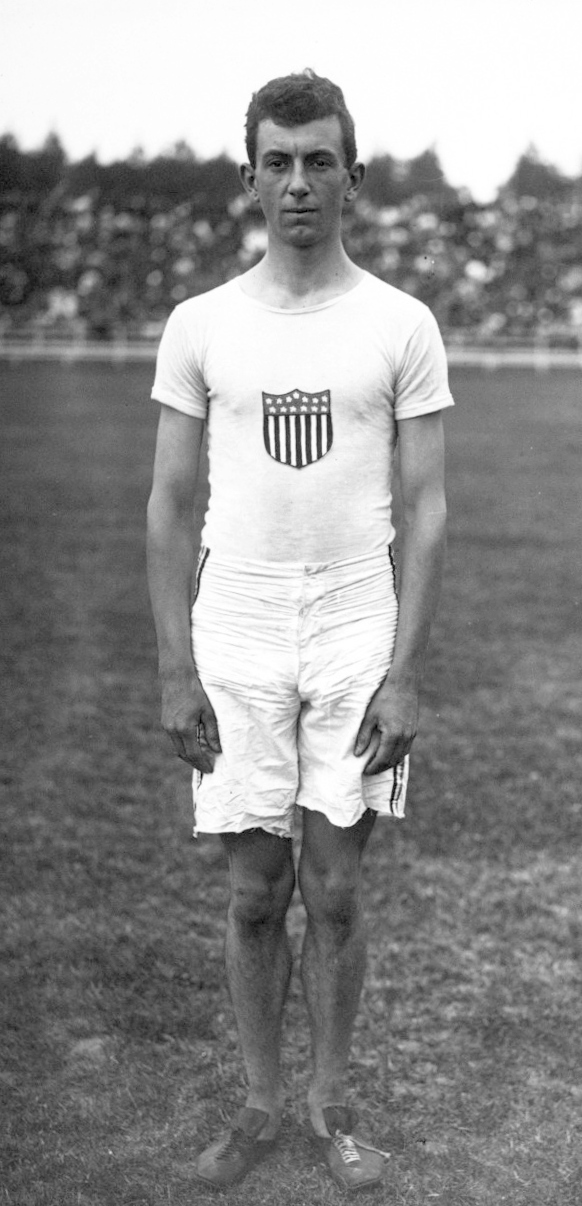
Walter McClure war unter den vierzehn Finalteilnehmern
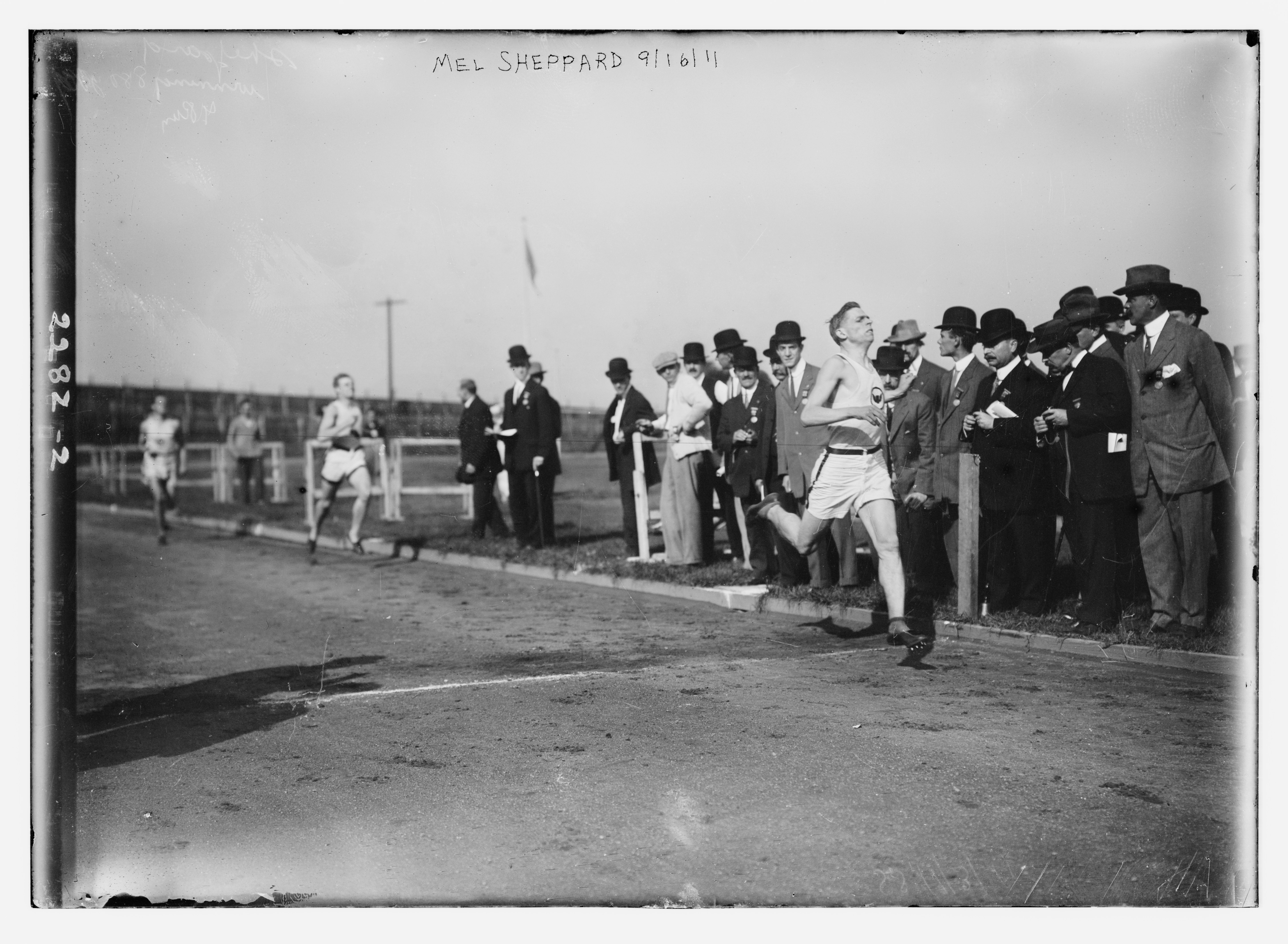
Mel Sheppard, 1908 Olympiasieger auf beiden Mittelstrecken (hier als Sieger eines Rennens im Jahr 1910), erreichte im Finale keine vordere Platzierung